# Mamırlı
Mamırlı è un comune dell'Azerbaigian situato nel distretto di Tərtər. Conta una popolazione di 1 547 abitanti.